# Sąd Najwyższy (Holandia)
Sąd Najwyższy (niderl. Hoge Raad der Nederlanden) – naczelny organ władzy sądowniczej w Holandii.
Ma siedzibę w Hadze. Na czele sądu stoi Prezes Sądu Najwyższego. Od 1 listopada 2020 roku Prezesem Sądu Najwyższego jest Dineke de Groot.